# Chiromantis dudhwaensis
Chiromantis dudhwaensis är en groddjursart som först beskrevs av Ray 1992.  Chiromantis dudhwaensis ingår i släktet Chiromantis och familjen trädgrodor. IUCN kategoriserar arten globalt som otillräckligt studerad. Inga underarter finns listade i Catalogue of Life.